# Lineus australis
Lineus australis är en djurart som tillhör fylumet slemmaskar, och. Lineus australis ingår i släktet Lineus och familjen Lineidae. Inga underarter finns listade i Catalogue of Life.